# Le due illustri rivali
Le due illustri rivali (en español, Las dos ilustres rivales) es una ópera en tres actos del compositor italiano Saverio Mercadante, con libreto en italiano de Gaetano Rossi. Fue estrenada en el Teatro La Fenice  de Venecia el 10 de marzo de 1838. Una segunda versión se estrenó al año siguiente, el 12 de marzo de 1839, también en La Fenice.

## Historia
"Le due illustri rivalli" es la tercera de las óperas de la reforma de Mercadante, con las que el compositor quiso incorporar las novedades del romanticismo teatral y operístico francés a la ópera italiana, tras su estancia en París en 1835.
La ópera se estrenó en el Teatro La Fenice de Venecia con cierto éxito, llegando a tener 8 funciones esa temporada.  La ópera alcanzó cierta distribución, representándose en la misma Fenice la temporada siguiente (con una nueva versión de la ópera dividida en 3 actos), estrenándose en Milán en 1839, en Nápoles y en Florencia en 1840 y en Palermo en 1842.  Aparte de las funciones en Barcelona en 1846/47, no constan funciones fuera de Italia.
Tras años de olvido, la obra se recuperó, como otras más de su autor, durante el centenario de la muerte de Mercadante, en 1970, representándose en La Fenice ese mismo año. 

## Personajes
| Personaje                                                                                   | Voz          | Elenco del estreno Director de orquesta: Gaetano Mares | Elenco del estreno de la revisión Director de orquesta: Gaetano Mares |
| ------------------------------------------------------------------------------------------- | ------------ | ------------------------------------------------------ | --------------------------------------------------------------------- |
| Bianca (reina de Navarra)                                                                   | soprano      | Caroline Unger                                         | Caroline Unger                                                        |
| Gusmano (príncipe de Pardos, mariscal del castillo)                                         | bajo         | Ignazio Marini                                         | Ignazio Marini                                                        |
| Elvira (su hija)                                                                            | soprano      | Eugenia Tadolini                                       | Giuseppina Strepponi                                                  |
| Alvaro (duque de Olivarez, gran condestable)                                                | tenor        | Achille Ballestracci                                   | Achille Ballestracci                                                  |
| Armando di Foix                                                                             | tenor        | Napoleone Moriani                                      | Napoleone Moriani                                                     |
| Inigo (guardián de las tumbas reales)                                                       | barítono     | Domenico Raffaeli                                      | Domenico Raffaeli                                                     |
| Enellina (su esposa)                                                                        | mezzosoprano | Teresa Moja                                            | Faustina Piombanti                                                    |
| Gentilhombres, caballeros, dignatarios, heraldos, escuderos, soldados, doncellas, burgueses |              |                                                        |                                                                       |

Escenografía de Francesco Bagnara

## Argumento
La acción tiene lugar en Pamplona. 
Acto I
Gran atrio del Palacio Real
Todos cantan loas a Bianca, quien responde agradecida. La reina decide nombrar caballero al extranjero Armando, lo que enfurece a Gusmano y a Alvaro. Armando y su enamorada Elvira se miran, lo que despierta las sospechas de Bianca, ya que ella está enamorada de Armando; Bianca y Armando se dan cuenta en ese momento del secreto amor de la reina, y también Gusmano y Alvaro, quienes piensan utilizarlo para provocar la caída de Armando. Los caballeros juran entonces lealtad a la reina, que se retira a continuación, seguida por el resto de la corte. Gusmano retiene entonces a su hija Elvira y a Alvaro, ya que quiere que ambos se casen. Ella se niega y confiesa amar a Armando, pero el padre de este fue quien le arrebató el favor real a Gusmano, por lo que pretende vengarse ahora en su hijo. Tras no conseguir convencerla de la inmediata boda con súplicas, Gusmano está a punto de maldecir a Elvira, quien ante esto acepta casarse, sabiendo que eso supondrá su muerte (terceto: A quel sangue un dì giurai). 
Galería en la planta baja del Palacio Real, junto a los jardines
Las doncellas regalan una maceta con flores a Bianca. Una vez sola, la reina canta, acompañándose con un arpa, la canción del exiliado, mientras espera a Armando (aria: Sorte avversa, in suo rigor”). Llega entonces el caballero, que había solicitado una audiencia privada, y le confiesa estar enamorado; la reina espera ser ella el objeto de su amor, pero entonces Armando le dice que tiene un rival, Gusmano, el padre de su amada. Bianca confirma así sus sospechas, y Armando se da cuenta de que la reina no va a ayudarlo, perdiendo así toda esperanza. Recordando que Gusmano es poderoso en la corte, Bianca decide enviar de inmediato a Armando como embajador ante el rey de Aragón, sin darle tiempo a ver antes a su amada Bianca. Nada más partir Armando llegan Gusmano, Alvaro y Elvira; la reina piensa que Elvira va a solicitarle permiso para casarse con Armando, pero para su grata sorpresa, descubre que Gusmano le solicita permiso para casarla con Alvaro, por lo que lo concede de inmediato, ya que así cree que Armando volverá a sus brazos. Elvira se ve obligada a firmar el matrimonio y se desmaya de inmediato. 
Acto II
Vestíbulo de la catedral
Inigo ha permitido a Armando penetrar en el panteón real para despedirse de su amada Elvira, a quien dan por muerta, pese a la oposición de su esposa Enellina. Armando, sabiendo que Bianca está después del matrimonio que ha supuesto la muerte de su amada, planea ir a combatir en las cruzadas y morir para así volver a estar con Elvira, despertando así la compasión de Inigo y Enellina (aria: Quel celeste tuo sembiante). Pero, en ese momento, Elvira, despierta, delirante, para sorpresa de su amado. Ella cree haber soñado con él, y desea morir si no es para amarlo (aria: Cuor... pensieri... istanti... affetti). Pero Armando le habla en ese momento, y ambos juran no separarse nunca (dúo: Cangiar poté mia sorte). Armando parte en busca de ayuda, llega Bianca, que se dispone a rezar ante la tumba de Elvira. Confiesa que se alegró de su muerte porque era su rival por el amor de Armando, y ahora se siente culpable. Elvira, que está oculta en la habitación anexa, se conmueve al escucharla. (dúo: Là, dal Cielo a cui volasti). La reina se retira, y llega entonces Gusmano, también implorando el perdón de su hija. Elvira no puede contenerse y corre a abrazarlo, para sorpresa de su padre y sus acompañantes. Llegan entonces Armando y Alvaro, quienes se enfrentan por Elvira. Gusmano acepta que Elvira sea de Armando, pero Alvaro la reclama por haberse firmado el matrimonio y se enfrenta con Armando espada en mano. La llegada de la reina los detiene; Bianca se muestra sorprendida al encontrar viva a Elvira, pero su debate interno le impide tomar una decisión al respecto y exige que sean los jueces del reino los que decidan quién debe ser su esposo. 
Acto III
Parte remota del castillo, junto al río Arga
Gusmano se encuentra con Armando, quien le cuenta sus planes para raptar a Elvira, ya que teme los celos de Bianca. Pero cuando Gusmano le muestra su apoyo, son sorprendidos por Alvaro, quien ordena a Gusmano que parta al exilio. Este se niega y reta a Alvaro a batirse en duelo. 
Sala de las cortes 
Los jueces escriben su sentencia y se la entregan a Bianca, pero ella se niega a comunicarla y pide a todos que se vayan y la dejen a solas con Elvira. Elvira le recuerda sus días de juventud, cuando eran amigas, y le suplica que utilice su poder para permitirle casarse con Armando. Bianca le responde que no quiere abusar de su poder cuando acaba de llegar al trono, pero entonces Elvira le cuenta que sabe que en realidad lo hace porque ama a Armado; la reina lo niega, furiosa, pero Elvira le cuenta que le escuchó cuando rezaba ante su tumba, y le amenaza con contarlo a todos, manchando así su fama. Bianca entonces hace llamar a todos para comunicar la edición del juicio. Elvira, Gusmano y Armando piensan que van a morir, pero Bianca, finalmente conmovida, dice que deshace el compromiso con Alvaro, y le pide a Elvira que no revele el secreto; Elvira tendrá a Armando, y Bianca tendrá el trono. 

## Discografía
| Año  | Reparto (Bianca, Elvira, Gusmano, Alvaro, Armando)                             | Director de Orquesta | Sello discográfico           |
| ---- | ------------------------------------------------------------------------------ | -------------------- | ---------------------------- |
| 1970 | Claudia Parada, Vasso Papantoniou, Georg Papas, Amedeo Zambon, Antonio Liviero | Ettore Gracis        | The Golden Age of Opera (LP) |